# Trajko Tschundew

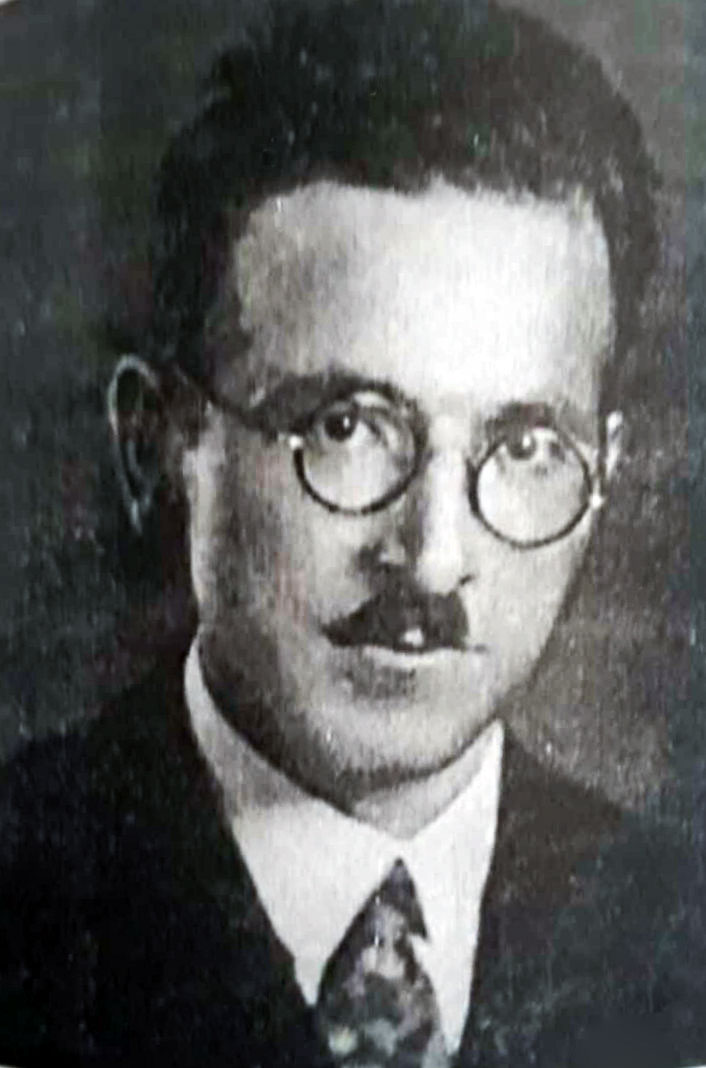
Trajko Tschundew, zwischen den Jahren 1930 und 1940

Trajko Tschundew (auch Trajko Čundev geschrieben, bulgarisch Трайко Чундев, mazedonisch Трајко Чундев; * 10. März 1896, Podles bei Veles, heute Nordmazedonien; † 2. Februar 1949 in Skopje, FVR Jugoslawien, heute Nordmazedonien) war ein bulgarisch-makedonischer Widerstandskämpfer in Makedonien und bedeutendes Mitglied der IMRO (Inneren Makedonischen Revolutionären Organisation). Er war an der Etablierung der neu gegründeten jugoslawischen Teilrepublik SR Mazedonien beteiligt und setzte sich während der Kodifizierung der mazedonischen Sprache gegen die systematische Serbisierung ein. Aufgrund der Konfrontationen mit den proserbischen mazedonischen Kommunisten sowie seines Bulgarentums wurde er Opfer des Tito-Regimes und zum Tode verurteilt sowie hingerichtet.

## Leben
Trajko Tschundew (von seinen Mitkämpfern auch Trajtscho bzw. Trajtsche genannt) wurde am 10. März 1896 im Dorf Podles bei Veles im damaligen Osmanischen Reich geboren (heute Nordmazedonien). Der Vater von Tschundew, Stojan, war ebenfalls Revolutionär und Mitglied der Inneren Makedonisch-Adrianopeler Revolutionären Organisation (WMORO), der Vorgängerorganisation der IMRO, die während der osmanischen Herrschaft gegründet wurde. Schon im Jugendalter schloss sich Trajko Tschundew den Hilfstruppen der bulgarischen Armee während des Ersten Weltkriegs in Makedonien an. Als mit dem Bukarester Vertrag Vardar-Mazedonien an Serbien zugeteilt wurde, emigrierte Tschundew nach Bulgarien. Während seines Aufenthalts in Bulgarien wurde währenddessen der Vater von Tschundew, Stojan, von serbischen Gendarmen ermordet.
Auch wenn Tschundew in einfachen, dörflichen Verhältnissen aufgewachsen ist, entwickelte sich früh in ihm das Verlangen zum Lernen. So fing er zunächst mit der Selbstbildung an, dazu folgten die Regelschule und Privatgymnasien, wo er gleichzeitig auch nebenbei arbeitete, um seine Weiterbildung zu finanzieren. Nach dem erfolgreichen Abschluss des Gymnasiums studierte er an der Sofioter Universität Sveti Kliment Ohridski Philosophie. Tschundew war geprägt vom Idealismus und Humanismus, zu seinen Vorbildern gehörten Wassil Lewski, Christo Botew, Goze Deltschew sowie die Attentäter von Thessaloniki.

### Zwischenkriegszeit und bulgarische Annexion Makedoniens

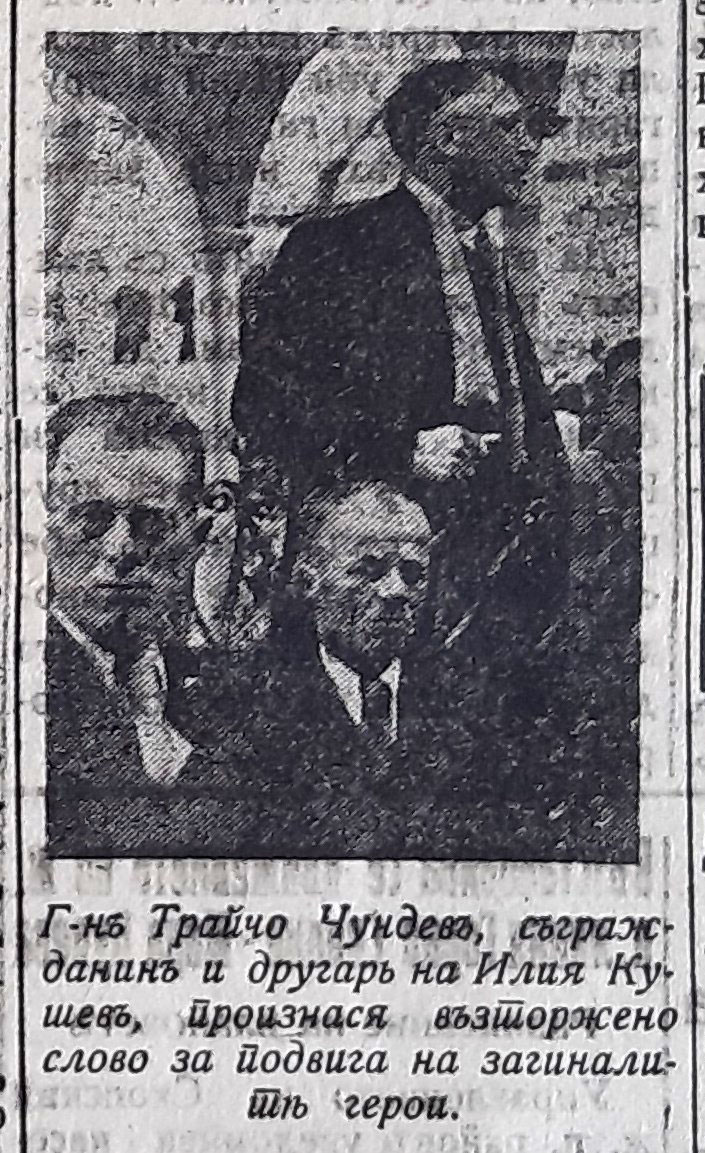
Trajko Tschundew während einer Rede in Veles, heute Nordmazedonien, gehalten am 30. November 1941

Neben seinem Philosophie-Studium nahm Tschundew aktiv an der von Todor Aleksandrow neu gegründeten makedonischen Freiheitsbewegung IMRO teil. Vom Osogowo-Gebirge bis hin zu den albanischen Gebirgen durchstreifte Trajko Tschundew als Komitadschi die Region Makedonien. Dabei war er stets mit einer Pistole und Bomben bewaffnet und übte Attentate gegen Behörden der damaligen serbischen bzw. jugoslawischen Besatzer über Vardar-Mazedonien. In den 1930er Jahren verübte Tschundew zusammen mit zwei weiteren Widerstandskämpfern der IMRO Attentate auf die serbische Kaserne von Veles sowie auf die Eisenbahnlinie Skopje–Veles, wobei ein Angestellter der Eisenbahn getötet wurde.
Laut Iwan Michajlow bot sich Trajko Tschundew etwa zehn Jahre vor dem Attentat von Marseille, bei dem Wlado Tschernosemski den jugoslawischen König Alexander I. tötete, als möglicher Attentäter an.
Als die Konflikte innerhalb der IMRO zunahmen, verließ Tschundew demonstrativ die Universität, nahm zwei bis drei weitere IMRO-Mitkämpfern mit sich, kehrte in die Heimat zurück und verübte eigenhändig Aktionen gegen die serbischen bzw. jugoslawischen Behörden. Bemerkenswert ist, dass Trajko Tschundew in seinem Komitadschi-Rucksack stets Bücher und Material über Philosophie mit sich nahm, um nicht viel Material vom Studium zu verpassen. So las er in den makedonischen Bergen das Buch von Friedrich Paulsens Einleitung in die Philosophie, wo er am Ende des Buches das Datum und Ort aufschrieb. Daher ist Trajko Tschundew auch bekannt als Revolutionär-Philosoph.
Nachdem er sein Studium in Philosophie 1935 abgeschlossen hatte, fing er in der bulgarischen Stadt Russe an in der Arbeitsinspektion zu arbeiten. Von dort aus erfuhr er von den Geschehnissen des Balkanfeldzuges 1941 und der Zerschlagung des Königreichs Jugoslawien. Erfreut über das Ende der jugoslawischen Königsdiktatur, nahm er an den Vorbereitungen der bulgarischen Aktionskomitees teil, die schon bald den Empfang der bulgarischen Soldaten in Makedonien organisieren sollten. In einer Rede in der bulgarischen Stadt Russe verkündete er: Bulgaren und Bulgarinnen, Makedonien ist befreit!.
Wie auch in der Stadt Russe arbeitete Tschundew nun in Bitola und Skopje in der Arbeitsinspektion. Am 17. Januar 1943 wurde er zum Vizepräsidenten der Skopje-Gesellschaft der Ilinden-Organisation gewählt und schickte als solcher ein Glückwunschtelegramm an Zar Boris III.

### Nach dem Zweiten Weltkrieg und Rolle in der neu etablierten SR Mazedonien
Als sich das Ende Nazi-Deutschlands abzeichnete und die bulgarischen Soldaten Makedonien räumen mussten, fand am 2. August 1944 im Kloster Sveti Prohor Pčinjski die erste Versammlung des antifaschistischen Rats der Volksbefreiung Mazedoniens (ASNOM) statt. Diese wurde von den mazedonischen Kommunisten, unterstützt von den jugoslawischen Partisanen, als oberstes Staatsorgan des mazedonischen Teilstaates des neu gegründeten föderativen Jugoslawien ins Leben gerufen. Als erster Präsident der damaligen Sozialistischen Volksrepublik Mazedonien wurde Metodija Andonov-Čento bestimmt. Dieser lud Trajko Tschundew und Jordan Tschkatrow zur ersten Versammlung der ASNOM ein, die als treue Verbündete von Iwan Michailow galten. Zudem besaßen Tschundew und Tschkatrow hohes Ansehen unter der bulgarischen bzw. bulgarophilen Bevölkerung Makedoniens, weshalb diese auch an der zweiten Versammlung der ASNOM teilnahmen.
In der neu gegründeten Teilrepublik der SFR Jugoslawien, SR Mazedonien, bekleidete Tschundew wichtige Positionen und nahm in Gorno Vranovci bei Veles an der Kommission zur Kodifizierung der mazedonischen Sprachnorm teil. Da er sich aktiv gegen Blaže Koneski, Lazar Koliševski und dessen Serbisierung wandte, fiel er schnell Ungnade. So widersetzte er sich der Benutzung des phonetischen, serbischen Alphabets und setzte sich für die Buchstaben Ъ, КЬ und ГЬ ein, welche im bulgarischen Alphabet vorkommen. Das serbische Alphabet wurde schließlich zum Vorbild zur Kodifizierung der mazedonischen Sprachform benutzt, zusätzlich wurden die Buchstaben Ќ, Ѓ und Ѕ eingeführt. Die Vorschläge von Tschundew wurden abgelehnt. In einer emotionalen Rede verkündete er:

„Die serbischen Buchstaben sind ein Symbol der dunkelsten 20 Jahre der serbischen Sklaverei und Tyrannei in Makedonien.“

In seinem Tagebuch schrieb Tschundew über Blaže Koneski: 

„Ein Student, ein Serbomane aus Prilep, strebt eine vollständige Akzeptanz des serbischen Vuk-Karadžić-Alphabets in Makedonien an. Entweder ist er verrückt oder jemand steht hinter ihm ...“

Der Partisanenchef in der SR Mazedonien Svetozar Vukmanović-Tempo setzte sich ebenso wie Koneski und Koliševski für das serbische Alphabet für die Kodifizierung der mazedonischen Sprache ein, mit der Begründung, dass dies die Brüderlichkeit und Einheit in Jugoslawien fördere. Tschundew wies Tempo darauf hin, dass wir [die Mazedonier] uns mit dieser Frage selber beschäftigen werden. Tempo beschuldigte Tschundew daraufhin, er würde sich offen für die bulgarischen Buchstaben einsetzen, woraufhin Tschundew antwortete: Nein, wir möchten unsere Buchstaben!. Diese Reaktionen und Konfrontationen seitens Tschundew wurden von den proserbischen Koliševski als Beweis für sein Bulgarentum gedeutet, wo es eine Frage der Zeit war, wann Trajko Tschundew der Prozess gemacht würde.

### Politisch motivierter Prozess
Trajko Tschundew arbeitete in den ersten Jahren nach dem Zweiten Weltkrieg als Arbeitsorganisator für die SR Mazedonien. Im Zuge der Mazedonisierungspolitik wurden in der Zwischenzeit viele Menschen aufgrund ihrer Kollaboration mit der bulgarischen Armee sowie ihres Bekenntnisses zum Bulgarentum verfolgt und ihnen wurde der Prozess gemacht. Etwa 1200 bulgarische und probulgarische Makedonier wurden während des politischen Terrors in SFR Jugoslawien ermordet und teilweise in Massengräbern begraben. Viele mazedonische Kommunisten, die offen bulgarische bzw. probulgarische Gefühle äußerten, wurden zu hohen Haftstrafen verurteilt, unter ihnen auch der erste Präsident der SR Mazedonien, Metodija Andonov-Čento, der zu einer Haftstrafe von 11 Jahren verurteilt wurde und später an den Folgen der Inhaftierung starb.
Am 27. Oktober 1948 wurde Tschundew schließlich verhaftet und im November wurde ein politisch motivierter Prozess durchgeführt, weil er laut Gericht gegen das Gesetz zum Schutz der mazedonischen nationalen Ehre verstoßen habe. Beim Prozess wurde Lazar Mojsov als Amtsanwalt beauftragt. Dieser befahl gegen Tschundew Foltermittel, um seinen Geist zu brechen und ihn dazu zu bringen, sich für schuldig zu erklären. So wurde Tschundew in einen Kerker verlegt, wo er in ein Fass voller Wasser gesteckt und durstig gehalten wurde. Nachdem man ihn nicht umstimmen konnte, verurteilte das Gericht Trajko Tschundew zum Tode durch Erschießen. Nachdem Lazar Mojsov das Todesurteil verkündet hatte, bekam er von sicheren Quellen Informationen über Tschundews Aktivität als Komitadschi in Makedonien. So fand man in seinem Rucksack etwas Sand mit der Aufschrift: Wenn ich außerhalb Makedoniens sterbe, so soll dieses etwas Sand aus meiner lieben Heimat über mein Körper überschüttet werden. Trotz des Appells der Bevölkerung, das Todesurteil in eine Haftstrafe umzuwandeln, wurde Trajko Tschundew am 2. Februar 1949 von den jugoslawischen Behörden erschossen.
Sein Grab ist bis heute unauffindbar, jedoch wird vermutet, dass er heimlich in Idrizovo oder in Zajčev Rid bei Skopje begraben worden ist, wo auch bei anderen politisch Inhaftierten das Todesurteil vollstreckt wurde.